# 18555 Courant
18555 Courant este un asteroid din centura principală de asteroizi.

## Descriere
18555 Courant este un asteroid din centura principală de asteroizi. A fost descoperit pe 4 februarie 1997 la Prescott (Arizona) de Paul G. Comba. Asteroidul prezintă o orbită caracterizată de o semiaxă mare de 2,83 ua, o excentricitate de 0,04 și o înclinație de 1,2° în raport cu ecliptica.